# (5469) 1988 BK4
(5469) 1988 BK4 es un asteroide perteneciente al cinturón de asteroides, descubierto el 21 de enero de 1988 por Henri Debehogne desde el Observatorio de La Silla, Chile.

## Designación y nombre
Designado provisionalmente como 1988 BK4.

## Características orbitales
1988 BK4 está situado a una distancia media del Sol de 3,120 ua, pudiendo alejarse hasta 3,582 ua y acercarse hasta 2,657 ua. Su excentricidad es 0,148 y la inclinación orbital 19,18 grados. Emplea 2013,15 días en completar una órbita alrededor del Sol.

## Características físicas
La magnitud absoluta de 1988 BK4 es 13,3. Tiene 14,773 km de diámetro y su albedo se estima en 0,04. 